# Goebelsmuhle
Goebelsmuhle (en luxemburguès: Giewelsmillen; en alemany:  Goebelsmühle) és un veïnat del municipi de Bourscheid situada al districte de Diekirch del cantó de Diekirch, a la vall del Sauer a la confluència del Wiltz. Està a uns 35 km de distància de la ciutat de Luxemburg. Té una estació de ferrocarril a la línia 5 Luxemburg-Kleinbettingen-Lieja (Be).
L'únic restaurant va ser convertit en residència per a persones grans.